# Saint-Symphorien-le-Château
 Saint-Symphorien-le-Château  là một xã của tỉnh Eure-et-Loir, thuộc vùng Centre-Val de Loire, miền bắc nước Pháp.